# Опит на Майкелсън-Морли
Опитът на Майкелсън-Морли е един от най-известните и важни опити в историята на физиката. В действителност това са поредица от опити, проведени между 1881 и 1887 година от американския физик, носител на Нобелова награда Албърт Майкелсън и професорът по химия Едуард Морли. Целта на опита е измерването на разликата в скоростта на светлината с помощта на два лъча светлина - единият успореден, а другият перпендикулярен на движението на Земята около Слънцето. От получените резултати са направени два много важни извода:
1. Етер не съществува.
2. Скоростта на разпространение на светлината е една и съща във всички посоки.

## Кратка история
Във физиката от края на XIX век се е считало, че светлината се разпространява в неподвижна среда наречена етер (или също ефир от руски) подобно на разпространението на звука във въздуха. Предполагало се е, че скоростта на светлината зависи от посоката на разпространение и скоростта на източника по аналогия с механиката на Нютон. Очакванията са били светлинният интерферометър на Майкълсън да регистрира две съвсем различни скорости на светлината. Резултатът от експеримента е отрицателен: скоростта на светлината изобщо не зависи от скоростта на движението на Земята и от направлението на измерваната скорост.
В 1958 година в Колумбийския университет (САЩ) е проведен по-точен експеримент с използването на мазери, показващ същия резултат. Още по-точни измервания са направени през 1974 г. (с точност до 0,025 m/s). Съществуват много съвременни варианти на опита на Майкелсън-Морли, които използват оптически и криогенни микровълнови резонатори  и позволяват отчитане на отклонение от скоростта на светлината от порядъка на 10−16.